# Amara Por Dios

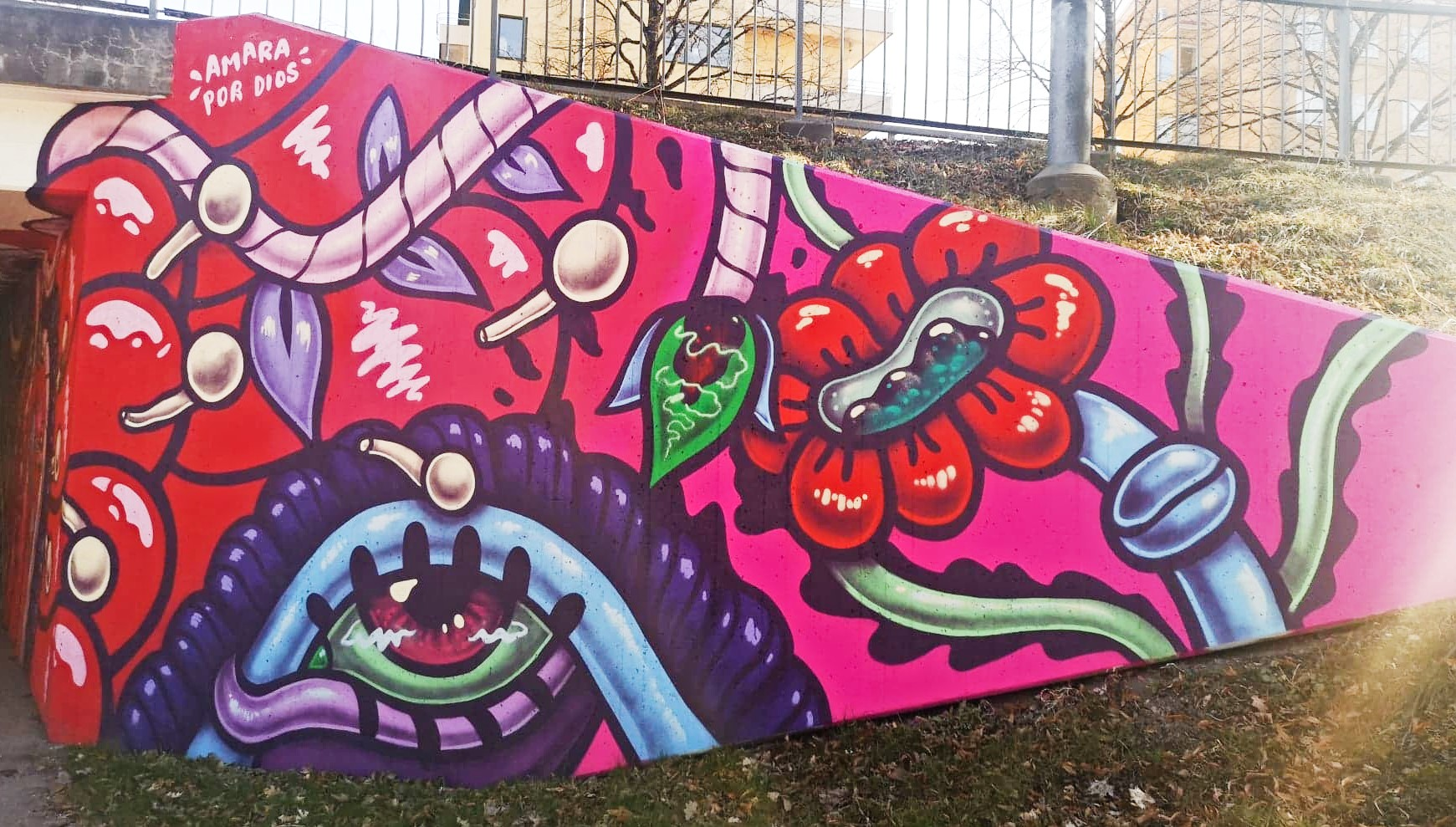
Gatukonstverket "Andra sidan" av Amara Por Dios i Luthagen, Uppsala.

Amara Muñoz, känd under artistiska namnet Amara Por Dios, född 16 april 1988 i Stockholm, är en svensk gatukonstnär främst verksam i London och Stockholm. Hon är uppvuxen i Farsta och studerade under gymnasietiden bild och form på Södra Latin. Enligt tidningen The Guardian är hon en av Storbritanniens främsta gatukonstnärer.

## Undervisning
Amara Por Dios har hållit kurser och workshops i graffiti och gatukonst för ungdomar runtom i Sverige, i hopp om att fler graffitiväggar ska upprättas.